# Députation provinciale d'Albacete
La députation provinciale d'Albacete, dont le siège est situé à Albacete, est l'organe institutionnel propre à la province espagnole d'Albacete assurant les différentes fonctions administratives et exécutives de celle-ci.
Elle comprend l'ensemble des communes de la province pour lesquelles elle est chargée d'aider à coordonner l'action municipale et à participer au financement de la construction d'ouvrages publics.

## Histoire
La députation est créée en 1835 à la suite de la division provinciale de 1833, réalisée par Javier de Burgos.

## Organisation

### Sièges par mandature
| PCE   |       | 2  |    |    |    |    |    |    |    |    |    |  |  |  |
| UCD   |       | 12 |    |    |    |    |    |    |    |    |    |  |  |  |
| CP    |       |    | 10 |    |    |    |    |    |    |    |    |  |  |  |
| CDS   |       |    |    | 1  |    |    |    |    |    |    |    |  |  |  |
| AP    |       |    |    | 9  |    |    |    |    |    |    |    |  |  |  |
| PSOE  |       | 10 | 15 | 14 | 16 | 10 | 13 | 15 | 15 | 11 | 11 |  |  |  |
| IU    |       |    |    | 1  | 1  | 2  | 1  |    |    |    | 2  |  |  |  |
| PP    |       |    |    |    | 8  | 13 | 11 | 10 | 10 | 14 | 11 |  |  |  |
| Cs    |       |    |    |    |    |    |    |    |    |    | 1  |  |  |  |
|       |       |    |    |    |    |    |    |    |    |    |    |  |  |  |
| Total | Total | 24 | 25 | 25 | 25 | 25 | 25 | 25 | 25 | 25 | 25 |  |  |  |

### Liste des présidents
| Président | Président                        | Début      | Fin         | Parti |
| --------- | -------------------------------- | ---------- | ----------- | ----- |
|           | Estanislao Valero Soriano        | 28.04.1979 | 09.07.1979  | PSOE  |
|           | Juan Francisco Fernández Jiménez | 13.07.1979 | 19.07.1995  | PSOE  |
|           | Emigdio de Moya Juan             | 19.07.1995 | 21.07.1999  | PP    |
|           | Francisco Segovia Solana         | 21.07.1999 | 19.05.2001  | PSOE  |
|           | Pedro Antonio Ruiz Santos        | 19.05.2001 | 18.07.2011  | PSOE  |
|           | Francisco Javier Núñez Núñez     | 18.07.2011 | 03.07.2015  | PP    |
|           | Santiago Cabañero                | 03.07.2015 | En fonction | PSOE  |